# スイスサッカーのリーグ構成
この項目ではスイスのサッカーにおけるリーグ構成について述べる。

## 概要
スイスのサッカーにおけるリーグ構成は、スイス国内のみのサッカークラブのみならず、国内リーグが存在しないリヒテンシュタインから越境参加する7クラブに加えて、ドイツとイタリアの飛地から各1クラブずつの計9クラブが国外から参入している。
プロリーグであるスーパーリーグとチャレンジリーグはスイスフットボールリーグ（SFL）が管理・運営している。

## 構造
| 部 | リーグ名 (参加クラブ数)                | リーグ名 (参加クラブ数)                | リーグ名 (参加クラブ数)                | リーグ名 (参加クラブ数)                | リーグ名 (参加クラブ数)                |
| -- | -------------------------------------- | -------------------------------------- | -------------------------------------- | -------------------------------------- | -------------------------------------- |
|    | スイスサッカー協会                     |                                        |                                        |                                        |                                        |
|    | スイスフットボールリーグ               |                                        |                                        |                                        |                                        |
| 1  | クレディ・スイス・スーパーリーグ（10） | クレディ・スイス・スーパーリーグ（10） | クレディ・スイス・スーパーリーグ（10） | クレディ・スイス・スーパーリーグ（10） | クレディ・スイス・スーパーリーグ（10） |
| 2  | ディエチ・チャレンジリーグ（10）       | ディエチ・チャレンジリーグ（10）       | ディエチ・チャレンジリーグ（10）       | ディエチ・チャレンジリーグ（10）       | ディエチ・チャレンジリーグ（10）       |
|    | プレミアリーグ                         |                                        |                                        |                                        |                                        |
| 3  | プロモーションリーグ（18）             | プロモーションリーグ（18）             | プロモーションリーグ（18）             | プロモーションリーグ（18）             | プロモーションリーグ（18）             |
| 4  | 1. リーガ・クラシック                  | 1. リーガ・クラシック                  | 1. リーガ・クラシック                  | 1. リーガ・クラシック                  | 1. リーガ・クラシック                  |
| 4  | グループ1（16）                        | グループ1（16）                        | グループ2（16）                        | グループ3（16）                        | グループ3（16）                        |
|    | アマチュアリーグ                       |                                        |                                        |                                        |                                        |
| 5  | 2. リーガ・インテリージョナル          | 2. リーガ・インテリージョナル          | 2. リーガ・インテリージョナル          | 2. リーガ・インテリージョナル          | 2. リーガ・インテリージョナル          |
| 5  | グループ1（15）                        | グループ2（16）                        | グループ3（15）                        | グループ4（15）                        | グループ5（15）                        |
|    | 地域別のサッカー協会                   |                                        |                                        |                                        |                                        |
| 6  | 地域リーグ                             | 地域リーグ                             | 地域リーグ                             | 地域リーグ                             | 地域リーグ                             |
| 7  | 地域リーグ                             | 地域リーグ                             | 地域リーグ                             | 地域リーグ                             | 地域リーグ                             |
| 8  | 地域リーグ                             | 地域リーグ                             | 地域リーグ                             | 地域リーグ                             | 地域リーグ                             |
| 9  | 地域リーグ                             | 地域リーグ                             | 地域リーグ                             | 地域リーグ                             | 地域リーグ                             |